# Marius Mermillon
Marius Mermillon (1890-1958), est un critique d'art, un essayiste et un négociant en vin lyonnais. Il a été impliqué dans la création du mouvement artistique Les Ziniars.

## Biographie
Ses parents sont négociants en vin à Lyon, installés successivement rue Roquette puis rue Neyrard. Il leur succède en 1923. Très rapidement, il s'intéresse passionnément à l'art, achetant de nombreux tableaux, écrivant sur ce thème et fréquentant les artistes.
Avant la Première Guerre mondiale, il collabore à la rue L'Art libre, dans laquelle il publie des poèmes et une nouvelle. Dès 1911, il édite à compte d'auteur une étude sur le paysagiste Philippe Pourchet. Il est tout de suite après appelé sous les drapeaux, qu'il ne quitte qu'en 1919, année de son mariage.

### Mécène et soutien des avant-gardes
Dès son retour à Lyon, il participe activement à la constitution du groupe d'artistes lyonnais d'avant-garde les Ziniars. Il les soutient lors de leurs expositions à la galerie Saint-Pierre entre 1921 et 1924 et les aide dans la création du Salon du Sud-Est en 1925,.
En 1926 et 1927, il finance une revue Les Arts à Lyon destinée à promouvoir les mouvements artistiques modernes dans la cité rhodanienne. Il écrit lui-même des articles dans d'autres revues, parisiennes, telle Crapouillot ou les Cahiers d'aujourd'hui. Il est bien introduit dans le monde de l'art parisien et cofonde à Lyon la galerie des Archers, sous la responsabilité du peintre Antonin Ponchon ; qui accueille de nombreux grands noms de la peinture française : Pierre Bonnard, Maurice Utrillo, André Derain, Maurice de Vlaminck, Paul Signac, Suzanne Valadon, ... La galerie accueille également de nombreux artistes lyonnais comme Louis Carrand et François Vernay. Elle disparait en 1933. Il est durant l'entre-deux-guerres avec René Deroudille, « une figure tutélaire de l'art moderne lyonnais ».
Il poursuit sa carrière d'essayiste en publiant un essai sur François Vernay en 1925, puis une sur Albert André en 1927. Sa maison de Saint-Cyr-au-Mont-d'Or est un lieu d'accueil des artistes locaux, peintres, écrivains. Il est ainsi très lié à Marguerite Cornillac, Gabriel Chevalier, Joseph Jolinon, Michel-Joseph Piot et Henri Béraud. En dehors de sa passion pour l'art, il est pêcheur passionné, et publie avec Robert Doisneau en 1949 un ouvrage sur la pêche à la truite.
Lors de l'émergence de la mouvance Sanziste, il la soutient et écrit sur les artistes qui la composent.
Il quitte ses activités professionnelles en 1952 et décède le 17 avril 1958.
Sa fille Denise Fessetaud-Mermillon est par la suite une professionnel de l'art, notamment au sein de la galerie Saint-Georges, qui défend notamment Henri Lachièze-Rey.